# Sanquin District Number One
Sanquin District Number One är ett distrikt i Liberia.   Det ligger i regionen Sinoe County, i den södra delen av landet, 200 km sydost om huvudstaden Monrovia.